# Klotzschia
Klotzschia är ett släkte i familjen flockblommiga växter. Det beskrevs av Adelbert von Chamisso 1833.

## Arter
Släktet omfattar tre arter som samtliga förekommer i Brasilien:
- Klotzschia brasiliensis Cham.
- Klotzschia glaziovii Urb.
- Klotzschia rhizophylla Urb.